# Eleições estaduais na Bahia em 2006
As eleições estaduais na Bahia em 2006 foram para das eleições gerais no Brasil daquele ano. Os dias de votação foram 1.º de outubro (primeiro turno) e em 29 de outubro (segundo turno). Desde 1994, como resultado de uma emenda constitucional que reduziu o mandato presidencial para quatro anos, todas as eleições presidenciais e estaduais no Brasil coincidem. As eleições estaduais decidem governadores e os deputados estaduais para as Assembleias Legislativas, como também os membros do Congresso Nacional que representam o estado.[carece de fontes?]
São sessenta e três vagas na Assembleia Legislativa e a Bahia está representada por 39 assentos na Câmara dos Deputados. Antônio Carlos Magalhães (PFL), César Borges (PFL) e Rodolpho Tourinho (PFL) são os três representantes no Senado, mas somente a vaga do último foi disputada.[carece de fontes?]
João Durval foi eleito senador da república pela Bahia. Não houve o segundo turno para a disputa do governo do estado, ao contrário das pesquisas eleitorais, Jaques Wagner ultrapassou na última semana Paulo Souto e foi eleito governador do estado. A diferença de votos entre Jaques Wagner e Paulo Souto foi de 604.121 votos. Na disputa presidencial, Lula ganhou no estado.[carece de fontes?]
O número total de eleitores na Bahia é de 9.109.353. O número de eleitores que compareceram às urnas no primeiro turno foi de 7.225.104 (79,32%) e no segundo foi de 6.987.561 (76,71%). Abstenção no primeiro turno no estado foi de 1.884.249 (20,68%) e no segundo foi de 2.121.792 (23,29%).[carece de fontes?]

## Resultado da eleição para governador
| Candidatos a governador do estado | Candidatos a vice-governador     | Número | Coligação                                                           | Votação   | Percentual |
| --------------------------------- | -------------------------------- | ------ | ------------------------------------------------------------------- | --------- | ---------- |
| Jaques Wagner PT                  | Edmundo Pereira PMDB             | 13     | A Bahia de Todos Nós (PT, PMDB, PSB, PTB, PPS, PCdoB, PRB, PV, PMN) | 3.242.336 | 52,89%     |
| Paulo Souto PFL                   | Eraldo Tinoco PFL                | 25     | Uma Nova Bahia a Cada Dia (PFL, PP, PL, PAN, PHS, PTC)              | 2.638.215 | 43,03%     |
| Átila Brandão PSC                 | Maria Lúcia Fagundes PSC         | 20     | A Bahia no Coração (PSC, PDT, PRTB)                                 | 189.596   | 3,09%      |
| Hilton Coelho PSOL                | Ney de Castro Silva PSOL         | 50     | Frente de Esquerda Socialista (PSOL, PSTU, PCB)                     | 38.870    | 0,63%      |
| Rosana Vedovato PSL               | Ailton Carlos de Santana PSL     | 17     | —                                                                   | 9.479     | 0,15%      |
| Antonio Albino da Silva PSDC      | Helio Espozito dos Prazeres PSDC | 27     | —                                                                   | 8.016     | 0,13%      |
| Antônio Eduardo de Oliveira PCO   | Riquelina Sena do Rosário PCO    | 29     | —                                                                   | 4.354     | 0,07%      |

## Resultado da eleição para senador
| Candidatos a senador da República | Candidatos a suplente de senador                              | Número | Coligação                                              | Votação   | Percentual |
| --------------------------------- | ------------------------------------------------------------- | ------ | ------------------------------------------------------ | --------- | ---------- |
| João Durval Carneiro PDT          | Eliel Lima Santana PSC José Francisco Pinto PDT               | 123    | A Bahia no Coração (PSC, PDT, PRTB)                    | 2.655.552 | 46,97%     |
| Rodolpho Tourinho PFL             | Albérico Mascarenhas PFL Luiz Alberto Silva Muniz PFL         | 251    | Uma Nova Bahia a Cada Dia (PFL, PP, PL, PAN, PHS, PTC) | 1.947.777 | 34,45%     |
| Antônio Imbassahy PSDB            | Ubaldo Porto Dantas PSDB Raimundo Sobreira Filho PSDB         | 456    | —                                                      | 1.015.634 | 17,96%     |
| Juca Chaves PSDC                  | Luiz Américo Azevedo PSDC Tadeu Facchinetti Leone PSDC        | 270    | —                                                      | 19.603    | 0,35%      |
| André Luis Fonseca PSOL           | Antônio Carlos da Costa PSOL Hamilton Moreira PSOL            | 505    | —                                                      | 10.204    | 0,18%      |
| Ednaldo Sacramento PSTU           | Gilvani Alves dos Santos PSTU Eulina Mendes Sacramento PSTU   | 161    | —                                                      | 3.080     | 0,05%      |
| José Maria dos Santos PCO         | Oriosvaldo Francisco Itaparica PCO Carlos Rodrigues Nunes PCO | 299    | —                                                      | 1.416     | 0,02%      |

## Eleição para governador

### Candidaturas do primeiro turno
No geral, as regras para as eleições presidenciais também se aplicam às estaduais. Isto é, as eleições têm dois turnos, se nenhum dos candidatos alcança maioria absoluta dos votos válidos, um segundo turno entre os dois mais votados acontece.[carece de fontes?]
Foram oito candidatos ao governo do estado da Bahia confirmados na disputa das eleições.[carece de fontes?]
O Partido da Frente Liberal (PFL) é o partido do então governador da Bahia, Paulo Ganem Souto que disputou a reeleição. Já o Partido dos Trabalhadores (PT), o principal partido de oposição no estado, escolheu em suas eleições primárias Jaques Wagner (ex-ministro das Relações Institucionais).[carece de fontes?]

### Candidatos
|  | Nº | Candidato(a) a governador(a) | Candidato(a) a governador(a)                            | Candidato(a) a vice-governador(a) | Candidato(a) a vice-governador(a)                                   | Coligação |
|  | -- | ---------------------------- | ------------------------------------------------------- | --------------------------------- | ------------------------------------------------------------------- | --- |
|  | 13 |                              | Jaques Wagner (PT)                                      |                                   | Edmundo Pereira (PMDB) Edmundo Pereira Santos                       | "A Bahia de Todos Nós" - Partido Verde (PV) |
|  | 17 |                              | Rosana Vedovato (PSL) Rosana Vedovato Anunciação        |                                   | Ailton Carlos de Santana (PSL)                                      | Partido não coligado - Partido Social Liberal (PSL) |
|  | 20 |                              | Átila Brandão (PSC) Átila Brandão de Oliveira           |                                   | Maria Lucia Fagundes Souza e Silva e Mariza Jambeiro da Costa (PDT) | "A Bahia no Coração" - Partido Social Cristão (PSC) |
|  | 25 |                              | Paulo Souto (PFL) Paulo Ganem Souto                     |                                   | Eraldo Tinoco (PFL)                                                 | "Uma Nova Bahia a Cada Dia" - Partido Humanista da Solidariedade (PHS) - Partido Progressista (PP) - Partido da Frente Liberal (PFL) - Partido dos Aposentados da Nação (PAN) - Partido Liberal (PL) - Partido Trabalhista Cristão (PTC) |
|  | 27 |                              | Antonio Albino (PSDC) Antonio Albino Leal da Silva      |                                   | Helio Espózito dos Prazeres (PSDC)                                  | Partido não coligado - Partido Social Democrata Cristão (PSDC) |
|  | 29 |                              | Antonio Eduardo (PCO) Antonio Eduardo Alves de Oliveira |                                   | Riquelina Sena do Rosário (PCO)                                     | Partido não coligado - Partido da Causa Operária (PCO) |
|  | 50 |                              | Hilton Coelho (PSOL) Hilton Barros Coelho               |                                   | Ney de Castro Silva (PSOL)                                          | Frente de Esquerda Socialista - Partido Socialista dos Trabalhadores Unificado (PSTU) |
|  | 56 |                              | Tereza Serra (PRONA) Tereza Cristina Baptista Serra     |                                   | Rosa Virgínia Souza Montalvão (PRONA)                               | Partido não coligado - Partido de Reedificação da Ordem Nacional (PRONA) |

[carece de fontes?]

### Pesquisas de opinião
| Data                   | Registro no TRE-BA | Eleitores ouvidos | Instituto  | Margem de erro | Candidato   | Candidato     | Candidato       | Candidato     | Candidato       | Candidato    | Candidato      | Candidato     | Branco / Nulo | NS / NR |
| Data                   | Registro no TRE-BA | Eleitores ouvidos | Instituto  | Margem de erro | Paulo Souto | Jaques Wagner | Antonio Eduardo | Átila Brandão | Rosana Vedovato | Tereza Serra | Antonio Albino | Hilton Coelho | Branco / Nulo | NS / NR |
| ---------------------- | ------------------ | ----------------- | ---------- | -------------- | ----------- | ------------- | --------------- | ------------- | --------------- | ------------ | -------------- | ------------- | ------------- | ------- |
| 27 de julho de 2006    | 13905/06           | 1.008             | Ibope      | ±3%            | 56%         | 13%           | 2%              | 1%            | 1%              | 1%           | <1%            | <1%           | 10%           | 13%     |
| 14 de agosto de 2006   | 16772/06           | 1.008             | Ibope      | ±3%            | 52%         | 16%           | 1%              | 1%            | 1%              | 1%           | <1%            | <1%           | 9%            | 18%     |
| 10 de setembro de 2006 | 21244/06           | 1.100             | Vox Populi | ±3,1%          | 50%         | 28%           | <1%             | 1%            | <1%             | 1%           | <1%            | <1%           | 6%            | 14%     |
| 11 de setembro de 2006 | 20676/06           | 1.008             | Ibope      | ±3%            | 50%         | 26%           | <1%             | 2%            | 1%              | 1%           | 1%             | <1%           | 9%            | 10%     |
| 25 de setembro de 2006 | 19032/06           | 1.512             | Ibope      | ±3%            | 48%         | 31%           | 1%              | 2%            | 1%              | 1%           | 1%             | <1%           | 4%            | 11%     |
| 30 de setembro de 2006 | 24209/06           | 2.002             | Ibope      | ±2%            | 44%         | 36%           | <1%             | 3%            | 2%              | 1%           | 1%             | 1%            | 4%            | 11%     |

[carece de fontes?]

### Resultado do primeiro turno
| \| 1º turno[1][2] 02 de outubro de 2006 \| 1º turno[1][2] 02 de outubro de 2006 \| 1º turno[1][2] 02 de outubro de 2006 \| 1º turno[1][2] 02 de outubro de 2006 \| \| Candidato(a) \| Vice \| Votação \| Votação \| \| Candidato(a) \| Vice \| Porcentagem \| Total \| \| ------------------------------------ \| ------------------------------------- \| ------------------------------------ \| ------------------------------------ \| \| Jaques Wagner (PT) \| Edmundo Pereira Santos (PMDB) \| 52,89% \| 3.242.336 \| \| Paulo Souto (PFL) \| Eraldo Tinoco (PFL) \| 43,03% \| 2.638.215 \| \| Átila Brandão (PSC) \| Maria Lucia Fagundes (PSC) \| 3,09% \| 189.596 \| \| Hilton Coelho (PSOL) \| Ney de Castro Silva (PSOL) \| 0,63% \| 38.870 \| \| Antonio Albino (PSDC) \| Helio Espózito dos Prazeres (PSDC) \| 0,13% \| 8.016 \| \| Antonio Eduardo (PCO) \| Riquelina Sena do Rosário (PCO) \| 0,07% \| 4.354 \| \| Rosana Vedovato (PSL) \| Ailton Carlos de Santana (PSL) \| 0,15% \| 9.479 \| \| Tereza Serra (PRONA) \| Rosa Virgínia Souza Montalvão (PRONA) \| 0,0% \| 0 \| \| Total de votos válidos \| Total de votos válidos \| 84,86% \| 6.130.866 \| \| Votos em branco \| Votos em branco \| 4,93% \| 356.363 \| \| Votos nulos \| Votos nulos \| 10,21% \| 737.875 \| \| Total de votos \| Total de votos \| 79,32% \| 7.225.104 \| \| Abstenções \| Abstenções \| 20,68% \| 1.884.249 \| \| Total de eleitores \| Total de eleitores \| 100,00% \| 9.109.353 \| Segundo turno Eleito(a) |                                       |             |           |
| 1º turno 02 de outubro de 2006 |                                       |             |           |
| Candidato(a) | Vice                                  | Votação     | Votação   |
| Candidato(a) | Vice                                  | Porcentagem | Total     |
| Jaques Wagner (PT) | Edmundo Pereira Santos (PMDB)         | 52,89%      | 3.242.336 |
| Paulo Souto (PFL) | Eraldo Tinoco (PFL)                   | 43,03%      | 2.638.215 |
| Átila Brandão (PSC) | Maria Lucia Fagundes (PSC)            | 3,09%       | 189.596   |
| Hilton Coelho (PSOL) | Ney de Castro Silva (PSOL)            | 0,63%       | 38.870    |
| Antonio Albino (PSDC) | Helio Espózito dos Prazeres (PSDC)    | 0,13%       | 8.016     |
| Antonio Eduardo (PCO) | Riquelina Sena do Rosário (PCO)       | 0,07%       | 4.354     |
| Rosana Vedovato (PSL) | Ailton Carlos de Santana (PSL)        | 0,15%       | 9.479     |
| Tereza Serra (PRONA) | Rosa Virgínia Souza Montalvão (PRONA) | 0,0%        | 0         |
| Total de votos válidos | Total de votos válidos                | 84,86%      | 6.130.866 |
| Votos em branco | Votos em branco                       | 4,93%       | 356.363   |
| Votos nulos | Votos nulos                           | 10,21%      | 737.875   |
| Total de votos | Total de votos                        | 79,32%      | 7.225.104 |
| Abstenções | Abstenções                            | 20,68%      | 1.884.249 |
| Total de eleitores | Total de eleitores                    | 100,00%     | 9.109.353 |

## Eleição para senador
O Senado praticamente não foi contaminado pelo escândalo de corrupção na Câmara e apenas um terço de sua composição será eleita em 2006 (um senador para cada um dos 26 estados e um para o Distrito Federal). No estado da Bahia, foram nove candidatos a senador confirmados na disputa das eleições. A disputa pelo Senado foi apertada, com o ex-governador da Bahia, João Durval (PDT), e o ex-prefeito de Salvador, Antônio Imbassahy (PSDB), tecnicamente empatados. O atual senador da Bahia que disputa a reeleição é Rodolpho Tourinho (PFL).[carece de fontes?]

### Candidaturas
|  | Nº  | Candidato(a) a senador(a) | Candidato(a) a senador(a)                                | Candidatos(as) a suplentes de senador(a)                                                       | Coligação                                                                    | Duração da propaganda eleitoral |
|  | --- | ------------------------- | -------------------------------------------------------- | ---------------------------------------------------------------------------------------------- | ---------------------------------------------------------------------------- | ------------------------------- |
|  | 123 |                           | João Durval (PDT) João Durval Carneiro                   | Eliel Lima Santana (PSC) 1.º suplente José Francisco Pinto (PDT) 2.º suplente                  | "A Bahia no Coração" - Partido Social Cristão (PSC)                          | min                             |
|  | 161 |                           | Ednaldo Sacramento (PSTU) Ednaldo Mendes Sacramento      | Gilvani Alves dos Santos (PSTU) 1.ª suplente Eulina Mendes Sacramento (PSTU) 2.ª suplente      | Partido não coligado - Partido Socialista dos Trabalhadores Unificado (PSTU) | min                             |
|  | 251 |                           | Rodolpho Tourinho (PFL) Rodolpho Tourinho Neto           | Albérico Machado Mascarenhas (PFL) 1.º suplente Luiz Alberto Silva Muniz (PFL) 2.º suplente    | "Uma Nova Bahia a Cada Dia" - Partido Trabalhista Cristão (PTC)              | min                             |
|  | 270 |                           | Juca Chaves (PSDC) Jurandyr Czaczkes Chaves              | Luiz Américo Leal Azevedo (PSDC) 1.º suplente Tadeu José Facchinetti Leone (PSDC) 2.º suplente | Partido não coligado - Partido Social Democrata Cristão (PSDC)               | min                             |
|  | 299 |                           | José Maria (PCO) José Maria dos Santos                   | Oriosvaldo Francisco Itaparica (PCO) 1.º suplente Carlos Rodrigues Nunes (PCO) 2.º suplente    | Partido não coligado - Partido da Causa Operária (PCO)                       | min                             |
|  | 333 |                           | Marivaldo Neves (PMN) Marivaldo Santos das Neves         | Edmílson Vieira de Souza (PMN) 1.º suplente Antônio Nicolau de Souza (PMN) 2.º suplente        | Partido não coligado - Partido da Mobilização Nacional (PMN)                 | min                             |
|  | 456 |                           | Antônio Imbassahy (PSDB) Antônio José Imbassahy da Silva | Ubaldo Porto Dantas (PSDB) 1.º suplente Raimundo Sobreira Filho (PSDB) 2.º suplente            | Partido não coligado - Partido da Social Democracia Brasileira (PSDB)        | min                             |
|  | 505 |                           | André Luís (PSOL) André Luís Freitas Fonseca             | Antônio Carlos Guimarães da Costa (PSOL) 1.º suplente Hamilton Moreira (PSOL) 2.º suplente     | Partido não coligado - Partido Socialismo e Liberdade (PSOL)                 | min                             |
|  | 560 |                           | Dr. X (PRONA) Andre Paulo Junges                         | Eliel Fagundes Santana (PRONA) 1.º suplente Edmar Bastos Nogueira (PRONA) 2.º suplente         | Partido não coligado - Partido de Reedificação da Ordem Nacional (PRONA)     | min                             |

[carece de fontes?]

### Pesquisas de opinião
| Data                   | Registro no TRE-BA | Eleitores ouvidos | Instituto | Margem de erro | Candidato   | Candidato         | Candidato         | Candidato  | Candidato  | Candidato   | Candidato       | Candidato          | Candidato | Branco / Nulo | NS / NR |
| Data                   | Registro no TRE-BA | Eleitores ouvidos | Instituto | Margem de erro | João Durval | Antônio Imbassahy | Rodolpho Tourinho | José Maria | André Luis | Juca Chaves | Marivaldo Neves | Ednaldo Sacramento | Dr. X     | Branco / Nulo | NS / NR |
| ---------------------- | ------------------ | ----------------- | --------- | -------------- | ----------- | ----------------- | ----------------- | ---------- | ---------- | ----------- | --------------- | ------------------ | --------- | ------------- | ------- |
| 13 de agosto de 2006   | 16772/06           | 1.008             | Ibope     | ±3%            | 27%         | 24%               | 4%                | 3%         | 3%         | 2%          | 1%              | <1%                | <1%       | 37%           | 37%     |
| 30 de setembro de 2006 | 24209/06           | 2.002             | Ibope     | ±3%            | 40%         | 37%               | 26%               | 2%         | 1%         | 2%          | 1%              | 1%                 | -         | 15%           | 15%     |

[carece de fontes?]

### Resultado
| Turno único 29 de outubro de 2006 | Turno único 29 de outubro de 2006                                    | Turno único 29 de outubro de 2006 | Turno único 29 de outubro de 2006 |
| Candidato(a)                      | Suplentes                                                            | Votação                           | Votação                           |
| Candidato(a)                      | Suplentes                                                            | Porcentagem                       | Total                             |
| --------------------------------- | -------------------------------------------------------------------- | --------------------------------- | --------------------------------- |
| João Durval (PDT)                 | Eliel Lima Santana (PSC) José Francisco Pinto (PDT)                  | 36,75%                            | 2.655.552                         |
| Rodolpho Tourinho (PFL)           | Albérico Machado Mascarenhas (PFL) Luiz Alberto Silva Muniz (PFL)    | 26,96%                            | 1.947.777                         |
| Antônio Imbassahy (PSDB)          | Ubaldo Porto Dantas (PSDB) Raimundo Sobreira Filho (PSDB)            | 14,06%                            | 1.015.634                         |
| Juca Chaves (PSDC)                | Luiz Américo Leal Azevedo (PSDC) Tadeu José Facchinetti Leone (PSDC) | 0,27%                             | 19.603                            |
| André Luis (PSOL)                 | Antônio Carlos Guimarães da Costa (PSOL) Hamilton Moreira (PSOL)     | 0,14%                             | 10.204                            |
| Ednaldo Sacramento (PSTU)         | Gilvani Alves dos Santos (PSTU) Eulina Mendes Sacramento (PSTU)      | 0,04%                             | 3.080                             |
| José Maria (PCO)                  | Oriosvaldo Francisco Itaparica (PCO) Carlos Rodrigues Nunes (PCO)    | 0,02%                             | 1.416                             |
| Total de votos válidos            | Total de votos válidos                                               | 70,71%                            | 6.441.057                         |
| Votos em branco                   | Votos em branco                                                      | 2,21%                             | 201.151                           |
| Votos nulos                       | Votos nulos                                                          | 6,40%                             | 582.896                           |
| Total de votos                    | Total de votos                                                       | 79,32%                            | 7.225.104                         |
| Abstenções                        | Abstenções                                                           | 20,68%                            | 1.884.249                         |
| Total de eleitores                | Total de eleitores                                                   | 100,00%                           | 9.109.353                         |

[carece de fontes?]

## Deputados federais
O estado da Bahia confirmou 219 deputados federais para a disputa das 39 vagas na Câmara dos Deputados nas eleições segundo o Tribunal Superior Eleitoral.

Representação eleita
  PFL: 13
  PT: 8
  PP: 3
  PL: 3
  PDT: 3
  PSDB: 2
  PCdoB: 2
  PPS: 2
  PMDB: 1
  PSB: 1
  PV: 1

Fonteː
| ACM Neto                            | 436.966 | PFL   |
| Fábio Souto                         | 297.061 | PFL   |
| Geddel Vieira Lima                  | 287.393 | PMDB  |
| Walter Pinheiro                     | 200.894 | PT    |
| Lídice da Mata                      | 188.927 | PSB   |
| Nelson Pelegrino                    | 171.129 | PT    |
| Fernando de Fabinho                 | 161.750 | PFL   |
| Jutahy Magalhães Júnior             | 147.193 | PSDB  |
| José Carlos Aleluia                 | 136.847 | PFL   |
| José Rocha                          | 115.777 | PFL   |
| Paulo Magalhães                     | 113.199 | PFL   |
| Mário Negromonte                    | 103.277 | PP    |
| João Leão                           | 103.222 | PP    |
| Felix Mendonça                      | 101.642 | PFL   |
| Jusmari Oliveira                    | 100.416 | PFL   |
| Marcelo de Oliveira Guimarães Filho | 93.253  | PFL   |
| Zezeu                               | 92.327  | PT    |
| Luiz Carreira                       | 90.290  | PFL   |
| Geraldo Simões                      | 88.796  | PT    |
| José Carlos Araújo                  | 88.104  | PL    |
| Roberto Britto                      | 87.452  | PP    |
| Guilherme Menezes                   | 87.010  | PT    |
| Daniel Almeida                      | 86.881  | PCdoB |
| Cláudio Cajado                      | 86.773  | PFL   |
| Jorge Khoury                        | 81.095  | PFL   |
| João Almeida dos Santos             | 81.034  | PSDB  |
| Mauricio Trindade                   | 78.115  | PL    |
| Tonha Magalhães                     | 78.034  | PFL   |
| Alice Portugal                      | 78.031  | PCdoB |
| João Bacelar                        | 77.902  | PL    |
| Colbert Martins                     | 74.264  | PPS   |
| Sérgio Barradas Carneiro            | 70.348  | PT    |
| Bassuma                             | 65.714  | PT    |
| Severiano Alves                     | 61.054  | PDT   |
| Luiz Alberto                        | 60.950  | PT    |
| Sergio Brito                        | 46.950  | PDT   |
| Marcos Medrado                      | 46.291  | PDT   |
| Raymundo Veloso Silva               | 31.279  | PPS   |
| Edson Duarte                        | 27.729  | PV    |
| Lista completa de candidatos        |         |       |

[carece de fontes?]

## Deputados estaduais
Foram 563 candidatos a deputado estadual confirmados para a disputa das 63 vagas nas eleições segundo o Tribunal Superior Eleitoral.
- Ver lista de candidatos

### Candidatos eleitos
Representação eleita
  PFL: 16
  PT: 10
  PMDB: 6
  PL: 5
  PP: 5
  PSDB: 3
  PDT: 3
  PRP: 3
  PCdoB: 3
  PRTB: 2
  PSC: 2
  PSL: 1
  PTN: 1
  PMN: 1
  PSB: 1
  PTdoB: 1

Fonteː
| Número                       | Deputados estaduais eleitos | Partido | Votação | Cidade onde nasceu     | Unidade federativa  |
| 22220                        | Sandro Régis                | PL      | 99.962  | Salvador               | Bahia               |
| 65333                        | Edson Pimenta               | PCdoB   | 85.458  | Esplanada              | Bahia               |
| 11234                        | Ronaldo Carletto            | PP      | 82.256  | Salvador               | Bahia               |
| 25101                        | Carlos Gaban                | PFL     | 77.364  | Mococa                 | São Paulo           |
| 25188                        | Clóvis Ferraz               | PFL     | 75.907  | Tremedal               | Bahia               |
| 25166                        | Gildásio Penedo             | PFL     | 73.774  | Tucano                 | Bahia               |
| 25111                        | Paulo Azi                   | PFL     | 72.540  | Salvador               | Bahia               |
| 13140                        | Valmir Assunção             | PT      | 68.302  | Itamaraju              | Bahia               |
| 25444                        | Rogério Andrade             | PFL     | 68.079  | Elísio Medrado         | Bahia               |
| 11011                        | Roberto Muniz               | PP      | 63.894  | Salvador               | Bahia               |
| 25170                        | Tarcízio Pimenta            | PFL     | 63.864  | Feira de Santana       | Bahia               |
| 25145                        | José Nunes                  | PFL     | 63.192  | Belém do São Francisco | Bahia               |
| 13222                        | Waldenor Pereira            | PT      | 61.328  | Caculé                 | Bahia               |
| 25700                        | João Bonfim                 | PFL     | 59.872  | Brumado                | Bahia               |
| 25118                        | Luiz de Deus                | PFL     | 59.556  | Brejo Grande           | Sergipe             |
| 22123                        | Ivo de Assis                | PL      | 58.539  | Rio de Janeiro         | Rio de Janeiro      |
| 45678                        | Marcelo Nilo                | PSDB    | 57.535  | Antas                  | Bahia               |
| 25115                        | Reinaldo Braga              | PFL     | 56.937  | Xique-Xique            | Bahia               |
| 12000                        | Maria Luiza Carneiro        | PDT     | 56.563  | Feira de Santana       | Bahia               |
| 11111                        | Aderbal Caldas              | PP      | 56.350  | Itapicuru              | Bahia               |
| 25333                        | Eliedson Ferreira           | PFL     | 55.330  | Recife                 | Pernambuco          |
| 25611                        | Júnior Magalhães            | PFL     | 54.737  | Candeias               | Bahia               |
| 25155                        | Heraldo Rocha               | PFL     | 52.383  | Itaperuna              | Rio de Janeiro      |
| 45123                        | Arthur Maia                 | PSDB    | 52.269  | Salvador               | Bahia               |
| 44789                        | Antônio Pedrosa             | PRP     | 50.771  | Barreiras              | Bahia               |
| 22333                        | Elmar Nascimento            | PL      | 50.541  | Campo Formoso          | Bahia               |
| 25000                        | Misael Neto                 | PFL     | 49.641  | Salvador               | Bahia               |
| 11000                        | Luiz Augusto Gordiano       | PP      | 47.663  | Vitória da Conquista   | Bahia               |
| 13678                        | J.Carlos                    | PT      | 47.202  | Madre de Deus          | Bahia               |
| 22369                        | Gilberto Brito              | PL      | 46.878  | Jandaíra               | Bahia               |
| 22122                        | Angelo Coronel              | PL      | 46.660  | Coração de Maria       | Bahia               |
| 25161                        | Emério Resedá               | PFL     | 46.454  | Conceição do Coité     | Bahia               |
| 25125                        | Paulo Câmera                | PFL     | 46.225  | Itabuna                | Bahia               |
| 11333                        | Luiz Argolo                 | PP      | 45.962  | Entre Rios             | Bahia               |
| 13123                        | Zé Neto                     | PT      | 44.931  | Feira de Santana       | Bahia               |
| 13113                        | Paulo Rangel                | PT      | 42.389  | Paulo Afonso           | Bahia               |
| 12345                        | Roberto Carlos              | PDT     | 42.228  | Uauá                   | Bahia               |
| 13100                        | Zilton Rocha                | PT      | 40.199  | Nova Canaã             | Bahia               |
| 17777                        | Nelson Leal                 | PSL     | 39.612  | Salvador               | Bahia               |
| 15123                        | Luciano Simões              | PMDB    | 38.371  | Itiúba                 | Bahia               |
| 13199                        | Zé das Virgens              | PT      | 38.283  | São Gabriel            | Bahia               |
| 15015                        | Leur Lomanto Jr.            | PMDB    | 38.051  | Salvador               | Bahia               |
| 33333                        | Getúlio Santos              | PMN     | 36.452  | Carazinho              | Rio Grande do Sul   |
| 40140                        | Capitão Tadeu Fernandes     | PSB     | 36.203  | Salvador               | Bahia               |
| 70123                        | Maria Luiza Laudano         | PTdoB   | 35.424  | Pojuca                 | Bahia               |
| 13690                        | Neusa Cadore                | PT      | 35.092  | Gaspar                 | Santa Catarina      |
| 13613                        | Bira Coroa                  | PT      | 34.224  | Salvador               | Bahia               |
| 44321                        | Capitão Fábio Santana       | PRP     | 33.875  | Itabuna                | Bahia               |
| 13567                        | Fátima Nunes                | PT      | 32.121  | Paripiranga            | Bahia               |
| 65222                        | Javier Alfaya               | PCdoB   | 32.034  | Redondela              | Espanha             |
| 44111                        | Adolfo Menezes              | PRP     | 31.817  | Campo Formoso          | Bahia               |
| 65321                        | Álvaro Gomes                | PCdoB   | 31.786  | Tapiramutá             | Bahia               |
| 15105                        | Marizete Lisboa             | PMDB    | 31.482  | Brumado                | Bahia               |
| 28147                        | Jurandy Oliveira            | PRTB    | 31.025  | Ipirá                  | Bahia               |
| 15444                        | Ferreira Ottomar            | PMDB    | 30.095  | Formiga                | Minas Gerais        |
| 15111                        | Joélcio Martins             | PMDB    | 29.900  | Conceição do Coité     | Bahia               |
| 28555                        | Fernando Torres             | PRTB    | 29.746  | Feira de Santana       | Bahia               |
| 12393                        | Euclides Fernandes          | PDT     | 28.092  | Riacho de Santana      | Rio Grande do Norte |
| 20890                        | Ângela Sousa                | PSC     | 27.092  | Ilhéus                 | Bahia               |
| 15154                        | Virgínia Hagge              | PMDB    | 26.731  | Salvador               | Bahia               |
| 19678                        | João Carlos Bacelar         | PTN     | 24.063  | Salvador               | Bahia               |
| 20123                        | Carlos Ubaldino             | PSC     | 22.678  | Cipó                   | Bahia               |
| 45456                        | Sérgio Passos               | PSDB    | 19.952  | Saúde                  | Bahia               |
| Lista completa de candidatos |                             |         |         |                        |                     |